# Miguel Herrero
Miguel Herrero y Rodríguez de Miñón, né le 18 juin 1940 à Madrid, est un homme politique espagnol.
Initialement membre de l'Union du centre démocratique, il est désigné après les élections générales de 1977 comme l'un des sept rapporteurs du projet de nouvelle Constitution démocratique au Congrès des députés. À ce titre, il fait partie des « pères de la Constitution ».
Après avoir été porte-parole du groupe UCD au Congrès entre 1980 et 1981, il adhère à l'Alliance populaire (AP) en 1982, dont il est vice-président de 1984 à 1987. Cette année-là, il échoue à en prendre la présidence contre Antonio Hernández Mancha.
Devenu vice-président du nouveau Parti populaire (PP) en 1989, il quitte la vie politique un an plus tard.

## Biographie

### Formation et carrière
En 1961, il obtient une licence en droit à l'université de Madrid, non sans avoir reçu deux bourses du Conseil supérieur de la recherche scientifique (CSIC).
Il passe avec succès son doctorat en 1965, ayant réalisé une thèse sur le droit constitutionnel issu de la décolonisation, et réussit, un an plus tard, le concours d'avocat au Conseil d'État. En 1968, il obtient une licence de philosophie à l'université catholique de Louvain.

### Parcours politique avec l'UCD
Après avoir collaboré avec les journaux Ya, Madrid et Informaciones, il devient, le 19 juillet 1976, secrétaire général technique du ministère de la Justice. À ce titre, il collabore à la première amnistie et à la loi relative à la réforme politique (LRP), qui liquide définitivement le franquisme.
Il est relevé de ses fonctions le 25 avril 1977 et se présente aux élections générales du 1er juin suivant, à Madrid, sur la liste de l'Union du centre démocratique (UCD). Élu au Congrès des députés, il est nommé, le 1er août, membre du groupe de travail (Ponencia) chargé de travailler sur le projet de nouvelle Constitution espagnole. Il est cependant exclu de la finalisation du texte et élu, le 22 septembre 1978, président de la commission de la Justice du Congrès. Il est réélu député lors des élections générales du 1er mars 1979 puis désigné, le 26 juin 1980, président de la commission de l'Éducation et de la Science, par dix-huit voix contre douze, en remplacement de José Luis Álvarez, nommé au gouvernement.
Le 14 octobre, ayant reçu le soutien de Marcelino Oreja, Ignacio Camuñas, Antonio Fontán, Soledad Becerril, Oscar Alzaga, Javier Rupérez, Fernando Álvarez de Miranda, José Manuel García-Margallo, il est choisi comme nouveau porte-parole par le groupe UCD au Congrès, par 103 voix contre 45 à Santiago Rodríguez-Miranda, dépassant largement le cadre des tendances chrétiennes démocrates et libérales qui le soutenaient. Il entre en fonctions le 18 novembre. Jaime Lamo de Espinosa le remplace au mois de décembre 1981.

### Passage à l'Alliance populaire
Avec deux autres parlementaires centristes, il quitte le groupe parlementaire de l'UCD et rejoint, le 28 janvier 1982, celui de la Coalition démocratique (CD), alliance électorale conservatrice dont l'Alliance populaire (AP) est la principale force politique. Le 7 juillet suivant, il adhère à l'AP, après avoir renoncé à former un nouveau parti, le Parti conservateur. Réélu député de Madrid aux élections générales anticipées d'octobre, il est désigné, le 29 janvier 1984, vice-président de l'Alliance populaire, sous la présidence de Manuel Fraga, à l'occasion du VIe congrès national du parti, dont il avait rédigé la motion politique et au cours duquel son discours a été très apprécié par les délégués.
À la suite de l'annonce de la démission de Fraga, le comité exécutif de l'AP le nomme, le 5 décembre 1986 vice-président exécutif, lui confiant tous les pouvoirs jusqu'au VIIIe congrès national, prévu en février 1987, bien que Gerardo Fernández Albor soit président par intérim. Opposé au sénateur d'Andalousie Antonio Hernández Mancha pour la présidence du parti, il tente à plusieurs reprises de former avec lui une candidature de consensus,,. Il échoue dans ces tentatives et se présente au vote des délégués, proposant Isabel Tocino, Luis Ramallo, Marlo Amilivia, Juan Manuel Fabra en vice-présidents, José María Aznar comme secrétaire général, mais il échoue avec seulement 729 voix sur 2700, soit à peine 27 % des suffrages exprimés.
À l'occasion de la refondation de l'AP en Parti populaire (PP), sous la présidence de Manuel Fraga, lors du IXe congrès national, il est élu vice-président de la nouvelle formation le 22 janvier 1989, ayant tenu un discours fort sur l'unité du PP.

### Retrait de la vie politique
En juillet suivant, il refuse de remplacer Juan Ramón Calero à la présidence du groupe du PP au Congrès des députés, puis, en juillet 1990, d'être candidat du parti à la mairie de Madrid. Bien que les vice-présidences du PP aient été supprimées en avril 1990, il continue de siéger au comité exécutif jusqu'en février 1993, lorsque le président du parti, José María Aznar, décide de ne pas le reconduire, après des déclarations jugées inacceptables par ce dernier. Deux mois plus tard, il renonce à se présenter aux élections générales anticipées de juin. Il quitte le Parti populaire en novembre 2004 et intègre, le 2 juin 2009, le Conseil d'État comme conseiller permanent.

## Distinctions
- Grand-croix de l'ordre d'Isabelle la Catholique